# ハワード・ピクストン
チャールズ・ハワード・ピクストン（Charles Howard Pixton、1885年-1972年）はイギリスのパイロットである。モナコで行われた第2回シュナイダー・トロフィー・レースで優勝した。
1910年にブルックランズ飛行場で飛行を学び、アリオット・ヴァードン・ロー(A・V・ロー)と親しくなり、彼に雇われた。アブロ飛行学校を創設し、テストパイロットを務めた。1911年にブリストルで興行飛行を行いイギリスで最も多くを稼ぐパイロットとなり、イギリスで行われた多くの飛行レースで賞金を得た。スペインやドイツ、ルーマニア、イタリアで興行飛行を行った。
1914年にトーマス・ソッピースにテストパイロットとして雇われ、同じ年にシュナイダー・トロフィーで、ソッピース タブロイド複葉機で139.74km/hの記録で優勝した。その後、軍のパイロットとなり、イギリス陸軍航空隊ファンボローの技術部門のパイロットとして働いた。第一次世界大戦後は、アブロのパイロットの戻り、マン島とイギリス本土の間の旅客飛行や郵便飛行を行った。1932年からマン島に住むようになり、マン島エアレース(Manx Air Race)の開催に重要な役割を果たした。第二次世界大戦が始まると再びファンボローで働いた。